# Суне Фолькессон
Суне Фолькессон (швед. Sune Folkesson; ум. 1247) — шведский дворянин, сын ярла Фольке Биргерссона, более известного под именем Фольке Ярл.
Суне, согласно летописям монастыря Врета, после битвы при Гестилрене в 1210 году похитил из монастыря Хелену Сверкерсдоттер, дочь павшего в битве короля Сверкера II, а затем женился на ней.

## Дети
От брака с Хеленой Суне имел двух дочерей:
- Бенгта
- Катарина, замужем за королём Эриком Шепелявым

## В культуре
В 2008 году режиссёр Петер Флинт по мотивам гёталандской трилогии Яна Гийу снял фильм под названием «Арн: Рыцарь-тамплиер». Роль Суне Фолькессона в ней сыграл Нияс Эрнбак-Фьелльмосе.